# Anita Shreve
Anita Hale Shreve (Boston, Massachusetts, 1946. október 7. – Newfields, New Hampshire, 2018. március 29.) amerikai író.

## Művei
Regények
- Past the Island, Drifting (1975)
- Vártam rád (Eden Close) (1989); ford. Palkó Ágnes
- Strange Fits of Passion (1991)
- Hol és mikor (Where or When) (1993); ford. Bori Erzsébet
- Egyszerű történet (Resistance) (1995); ford. Módos Magdolna
- A víz súlya (The Weight of Water) (1997); ford. Módos Magdolna
- A pilóta asszonya (The Pilot's Wife) (1998); ford. Polyák Béla
- A szerelem ereje (Fortune's Rocks) (1999); ford. Ladányi Katalin
- Az utolsó találkozás (The Last Time They Met) (2001); ford. Módos Magdolna, Bán Rita
- Üvegcserepek (Sea Glass) (2002); ford. Módos Magdolna
- All He Ever Wanted (2003)
- Light on Snow (2004)
- A Wedding in December (2005)
- Body Surfing (2007)
- Testimony (2008)
- A Change in Altitude (2009)
- Rescue (2010)
- Stella Bain (2013)
- The Stars Are Fire (2017)

egyéb művek
- Remaking Motherhood: How Working Mothers are Shaping Our Children's Future (1987)
- Women Together, Women Alone: The Legacy of the Consciousness-Raising Movement (1989)

### Magyarul megjelent művei
- A pilóta asszonya; Polyák Béla; Trivium, Bp., 2001
- Vártam rád; ford. Palkó Ágnes; Gabo, Bp., 2002
- A víz súlya; ford. Módos Magdolna; Gabo, Bp., 2002
- Az utolsó találkozás; ford. Bán Rita; Gabo, Bp., 2002
- Hol és mikor; ford. Bori Erzsébet; Gabo, Bp., 2003
- A szerelem ereje; ford. Ladányi Katalin; Gabo, Bp., 2006
- Egyszerű történet; ford. Módos Magdolna; Gabo, Bp., 2006
- Üvegcserepek; ford. Módos Magdolna; Gabo, Bp., 2006